# Priory Heath
Priory Heath – dzielnica miasta Ipswich, w Anglii, w Suffolk, w dystrykcie Ipswich. W 2011 dzielnica liczyła 8991 mieszkańców.